# Agnieszka Szymańczak
Agnieszka Szymańczak, née le 11 novembre 1984 à Wilkowice, est une fondeuse polonaise.

## Biographie
Szymańczak est sélectionnée pour sa première compétition internationale aux Championnats du monde junior en 2002 à Schonach, n'y obtenant pas de résultat significatif. Elle dispute sa prochaine compétition majeure en 2007 aux Championnats du monde des moins de 23 ans à Tarvisio.
Elle fait ses débuts dans la Coupe du monde en novembre 2010 à Gällivare, puis se classe notamment sixième avec le relais à La Clusaz. En février 2012, elle inscrit ses premiers points pour le classement général avec une 27e place sur le sprint libre de Szklarska Poręba. Cet hiver, elle remporte aussi le classement général de la Coupe slave.
Aux Championnats du monde, son meilleur résultat en relais est une 8e place en 2011 et son meilleur résultat individuel est une 27e place au skiathlon en 2013.
Elle arrête immédiatement sa carrière sportive après les Jeux olympiques d'hiver de 2014, à Sotchi, où elle termine 40e du sprint et 43e du skiathlon.

## Palmarès

### Jeux olympiques
| Épreuve / Édition | Sprint | Sprint                           | 10 km                            | 10 km     | Skiathlon 2 × 7,5 km | 30 km | Relais | Relais   |
| Épreuve / Édition | libre  | classique                        | libre                            | classique | Skiathlon 2 × 7,5 km | 30 km | Sprint | 4 × 5 km |
| JO 2014 Sotchi    | 40e    | Épreuve inexistante à cette date | Épreuve inexistante à cette date | —         | 43e                  | —     | —      | —        |

Légende :
- : pas d'épreuve
- — : non disputée par Agnieszka Szymańczak

### Championnats du monde
| Épreuve / Édition           | Sprint                           | Sprint                           | 15 km                            | 15 km                            | Poursuite / Skiathlon 2 × 15 km | 50 km | Relais | Relais    |
| Épreuve / Édition           | libre                            | classique                        | libre                            | classique                        | Poursuite / Skiathlon 2 × 15 km | 50 km | Sprint | 4 × 10 km |
| Mondiaux 2011 Oslo          | 49e                              | Épreuve inexistante à cette date | Épreuve inexistante à cette date | 55e                              | DNS                             | 47e   | -      | 8e        |
| Mondiaux 2013 val di Fiemme | Épreuve inexistante à cette date | 40e                              | 36e                              | Épreuve inexistante à cette date | 27e                             | -     | 9e     | 9e        |

Légende : DNS = inscrit mais pas au départ

### Coupe du monde
- Meilleur classement général : 103e en 2012.
- Meilleur résultat individuel : 27e.

#### Classements en Coupe du monde
| Saison    | Classement général final | Classement sprint |
| 2011-2012 | 103e                     | 73e               |
| 2013-2014 | 112e                     | 73e               |

### Championnat national
- 1 titre en 2012 : sprint.
- 2 titres en 2013 : sprint et cinq kilomètres libre.